# Mastère spécialisé
Mastère spécialisé, conegut per les sigles MS (advanced master), és un programa acadèmic a nivell de postgrau en administració i direcció d'empreses o enginyeria. Molts programes de MS permeten especialitzar-se o concentrar-se en una àrea, com finances, màrqueting, informàtica, aeronàutica, etc. Hi ha variacions en el format d'un MS en duració, contingut i mètode d'aprenentatge. La duració pot variar d'1 a 2 anys, existint una modalitat anomenada Executive MS per persones amb més experiència professional, que es pot compaginar amb el treball.
- Temps parcial: Les classes són els vespres, o en cap de setmana, compatible amb activitat laboral.
- Temps complet: Dedicació exclusiva no compatible amb horari laboral.[4]